# Tanacetum depauperatum
Tanacetum depauperatum — вид рослин з роду пижмо (Tanacetum) й родини айстрових (Asteraceae).

## Середовище проживання
Поширений у південній Туреччині й Сирії.